# Landtagswahlkreis Kiel-Nord
Der Landtagswahlkreis Kiel-Nord (Wahlkreis 12) ist einer von drei Landtagswahlkreisen in der Landeshauptstadt Kiel bei der Wahl zum Landtag Schleswig-Holsteins. Er umfasst den nordwestlichen Teil der Stadt Kiel bis etwa zur Linie Eckernförder Straße – Lehmberg – Brunswiker Straße. Der Wahlkreis gilt als Hochburg der SPD. Lediglich bei den Landtagswahlen 1950, 1958 und 2022 konnten Kandidaten anderer Parteien den Wahlkreis gewinnen. Auch die Grünen, die den Wahlkreis 2022 erstmals gewinnen konnten und lediglich im benachbarten Wahlkreis Kiel-West ein besseres Zweitstimmenergebnis erzielten, haben hier eine ihrer Hochburgen. Hingegen erreicht die CDU im Kieler Norden traditionell eher geringere Werte und war 2022 lediglich in den Wahlkreisen Kiel-West und Flensburg schwächer.

## Amtliche Fassung des Grenzverlaufs
Die amtliche Fassung der Grenze lautet:
Beginnend an der Stadtgrenze zur Gemeinde Kronshagen auf der Straßenmitte der Eckernförder Straße und Gutenbergstraße, der Straße Lehmberg bis zur Holtenauer Straße, in südöstlicher Richtung auf der Straßenmitte der Holtenauer Straße bis zum Dreiecksplatz, von dort nach Osten auf der Straßenmitte der Brunswiker Straße, der Straße Schlossgarten und der Straße Prinzengarten, dort auf der Straßenmitte Prinzengarten bis zum Düsternbrooker Weg, von dort nach Norden auf der Straßenmitte des Düsternbrooker Wegs bis zur Kiellinie, auf der Wegmitte Kiellinie entlang bis zum Sportboothafen Seeburg, dort an das Ufer des Hafens, entlang der Wasserlinie südlich durch die Hörn, dann entlang der Wasserlinie nördlich bis zur Stadtgrenze zur Gemeinde Mönkeberg, von dort quer durch die Förde zum Westufer bis zum Ende der Nordmole, entlang der Schleusen über den Nord-Ostsee-Kanal, entlang der Wasserlinie nördlich am Ufer des Hafens bis zur Stadtgrenze zur Gemeinde Strande, der Stadtgrenze folgend bis zum Ausgangspunkt an der Kronshagener Gemeindegrenze.

## Landtagswahl 2022
| Gegenstand der Nachweisung | Gegenstand der Nachweisung | Erst- stimmen | Erst- stimmen | Zweit- stimmen | Zweit- stimmen |
| Bewerber                   | Partei                     | Anzahl        | %             | Anzahl         | %              |
| -------------------------- | -------------------------- | ------------- | ------------- | -------------- | -------------- |
| Wahlberechtigte            | Wahlberechtigte            | 66.078        | 66.078        | 66.078         | 66.078         |
| Wähler                     | Wähler                     | 45.759        | 45.759        | 45.759         | 45.759         |
| Ungültige Stimmen          | Ungültige Stimmen          | 353           | 0,8 %         | 209            | 0,5 %          |
| Gültige Stimmen            | Gültige Stimmen            | 45.406        | 99,2 %        | 45.550         | 99,5 %         |
| davon                      |                            |               |               |                |                |
| Tobias von der Heide       | CDU                        | 12.971        | 28,6 %        | 13.998         | 30,7 %         |
| Benjamin Walczak           | SPD                        | 8.726         | 19,2 %        | 7.027          | 15,4 %         |
| Lasse Petersdotter         | GRÜNE                      | 14.701        | 32,4 %        | 14.443         | 31,7 %         |
| Heinrich Garg              | FDP                        | 3.298         | 7,3 %         | 3.024          | 6,6 %          |
| Robert Petric              | AfD                        | 1.037         | 2,3 %         | 1.138          | 2,5 %          |
| Kim Nierobisch             | DIE LINKE                  | 1.156         | 2,5 %         | 1.164          | 2,6 %          |
| Marvin Schmidt             | SSW                        | 2.132         | 4,7 %         | 2.630          | 5,8 %          |
| –                          | PIRATEN                    | –             | –             | 124            | 0,3 %          |
| –                          | FREIE WÄHLER               | –             | –             | 131            | 0,3 %          |
| Jana Käding                | Die PARTEI                 | 813           | 1,8 %         | 573            | 1,3 %          |
| –                          | Z.                         | –             | –             | 37             | 0,1 %          |
| Ansgar Stalder             | dieBasis                   | 572           | 1,3 %         | 535            | 1,2 %          |
| –                          | Die Humanisten             | –             | –             | 106            | 0,2 %          |
| –                          | Gesundheitsforschung       | –             | –             | 46             | 0,1 %          |
| –                          | Tierschutzpartei           | –             | –             | 292            | 0,6 %          |
| –                          | Volt                       | –             | –             | 282            | 0,6 %          |

Mit Lasse Petersdotter, der Landtag bereits seit 2017 angehört, gewann erstmals ein Kandidat der Grünen den Wahlkreis, der zuvor seit 1962 von der SPD gehalten worden war. Über die Landeslisten ihrer Parteien zogen zudem die Direktkandidaten der CDU, Tobias von der Heide, und der FDP, Sozialminister Heinrich Garg, in den Landtag ein.

## Landtagswahl 2017
| Direktkandidat   | Partei  | Erststimmen in % | Zweitstimmen in % |
| ---------------- | ------- | ---------------- | ----------------- |
| Robert Vollborn  | CDU     | 29,5             | 25,2              |
| Torsten Albig    | SPD     | 37,8             | 24,1              |
| Monika Heinold   | GRÜNE   | 13,0             | 21,0              |
| Heinrich Garg    | FDP     | 6,7              | 12,1              |
| Volker Widor     | PIRATEN | 1,4              | 1,5               |
| Armin Petersen   | SSW     | 2,1              | 3,3               |
| Ulrich Schippels | LINKE   | 4,3              | 6,1               |
| Sören Boigs      | AfD     | 3,7              | 4,4               |
|                  | Übrige  | 1,5              | 2,3               |

Neben dem im Wahlkreis gewählten bisherigen Ministerpräsidenten Torsten Albig (SPD), der sein Landtagsmandat nach dem Machtverlust jedoch nicht annahm, wurden die Direktkandidatin der Grünen, die bisherige Finanzministerin Monika Heinold, und der FDP, der frühere Sozialminister Heiner Garg, über die Landeslisten ihrer Partei in den Landtag gewählt. Während Heinold nach ihrer erneuten Berufung in das Finanzressort ihr Mandat am 28. Juni 2017 niederlegte, legte Heiner Garg nach seinem Wiedereinzug in das Sozialministerium nach fünf Jahren in der Opposition sein Landtagsmandat zum 14. Dezember 2017 nieder.

## Landtagswahl 2012
| Direktkandidat      | Partei       | Erststimmen in % | Zweitstimmen in % |
| ------------------- | ------------ | ---------------- | ----------------- |
| Thomas Stritzl      | CDU          | 27,1             | 21,9              |
| Karl-Rudolf Fischer | SPD          | 39,8             | 34,1              |
| Heiner Garg         | FDP          | 4,2              | 8,4               |
| Lutz Oschmann       | GRÜNE        | 16,6             | 19,7              |
| Ulrich Schippels    | LINKE        | 2,4              | 2,4               |
| Antje Danker        | SSW          | 4,1              | 4,2               |
| Pasquale Moritz     | PIRATEN      | 5,9              | 7,3               |
| –                   | Freie Wähler | –                | 0,6               |
| –                   | NPD          | –                | 0,5               |
| –                   | FAMILIE      | –                | 0,7               |
| –                   | MUD          | –                | 0,1               |

Neben dem wiedergewählten Wahlkreisabgeordneten Karl-Rudolf Fischer, der den Wahlkreis seit 2000 im Parlament vertrat, wurde der FDP-Direktkandidat und bisherige Sozialminister Heiner Garg, ebenfalls seit 2000 Landtagsabgeordneter, über die Landesliste seiner Partei gewählt. Der Kandidat der Linken, Ulrich Schippels, scheiterte mit seiner Partei an der 5-%-Hürde und verpasste so den Wiedereinzug in den Landtag, dem er seit 2009 angehört hatte. Nach seiner Ernennung zum Staatssekretär im Ministerium für Bildung und Wissenschaft legte Fischer sein Mandat am 12. Juni 2012 nieder.

## Landtagswahl 2009
| Direktkandidat      | Partei     | Erststimmen in % | Zweitstimmen in % |
| ------------------- | ---------- | ---------------- | ----------------- |
| Thomas Stritzl      | CDU        | 28,3             | 23,8              |
| Karl-Rudolf Fischer | SPD        | 33,2             | 27,7              |
| Ekkehard Klug       | FDP        | 10,2             | 13,9              |
| Dirk Scheelje       | GRÜNE      | 14,6             | 18,8              |
| Antje Danker        | SSW        | 5,5              | 5,6               |
| Florian Jansen      | DIE LINKE. | 4,5              | 5,6               |
| Klaus Petersdorf    | PIRATEN    | 2,4              | 2,5               |
| –                   | NPD        | –                | 0,6               |
| Wolfgang Seidel     | FW-SH      | 0,6              | 0,5               |
| –                   | RENTNER    | –                | 0,5               |
| –                   | FAMILIE    | –                | 0,4               |
| –                   | RRP        | –                | 0,1               |
| –                   | IPD        | –                | 0,0               |
| Michael Untiedt     | parteilos  | 0,6              | –                 |

Neben dem wiedergewählten Wahlkreisabgeordneten Karl-Rudolf Fischer, der den Wahlkreis seit 2000 im Parlament vertrat, wurde der FDP-Direktkandidat Ekkehard Klug, früherer Fraktionsvorsitzender und seit 1992 Landtagsabgeordneter, über die Landesliste seiner Partei gewählt. Der Kandidat der CDU, Thomas Stritzl, der dem Landtag bereits seit 1987 angehört hatte, verpasste den Wiedereinzug in den Landtag, da sein Listenplatz nicht für ein Mandat ausreichte.

## Landtagswahl 2005
Die Landtagswahl 2005 ergab folgendes Ergebnisse:
| Gegenstand der Nachweisung | Gegenstand der Nachweisung | Erst- stimmen | Erst- stimmen | Zweit- stimmen | Zweit- stimmen |
| Bewerber                   | Partei                     | Anzahl        | %             | Anzahl         | %              |
| -------------------------- | -------------------------- | ------------- | ------------- | -------------- | -------------- |
| Wahlberechtigte            | Wahlberechtigte            | 61.345        | 61.345        | 61.345         | 61.345         |
| Wähler                     | Wähler                     | 43.828        | 43.828        | 43.828         | 43.828         |
| Ungültige Stimmen          | Ungültige Stimmen          | 877           | 2,0           | 431            | 1,0            |
| Gültige Stimmen            | Gültige Stimmen            | 42.951        | 98,0          | 43.397         | 99,0           |
| davon                      |                            |               |               |                |                |
| Karl-Rudolf Fischer        | SPD                        | 19.609        | 45,7          | 17.642         | 40,4           |
| Thomas Stritzl             | CDU                        | 14.240        | 33,2          | 13.404         | 30,9           |
| Ekkehard Klug              | FDP                        | 2.766         | 6,4           | 3.141          | 7,3            |
| ?                          | GRÜNE                      | 3.465         | 8,1           | 5.545          | 12,8           |
| ?                          | SSW                        | 2.045         | 4,8           | 2.065          | 4,8            |
| –                          | NPD                        | –             | –             | 576            | 1,3            |
| –                          | FAMILIE                    | –             | –             | 201            | 0,5            |
| ?                          | Übrige                     | 828           | 1,9           | 940            | 2,2            |

Neben dem wiedergewählten Wahlkreisabgeordneten Karl-Rudolf Fischer, der den Wahlkreis seit 2000 im Parlament vertrat, wurden der Kandidat der CDU, Thomas Stritzl, der dem Landtag bereits seit 1987 angehörte, und der FDP-Direktkandidat Ekkehard Klug, früherer Fraktionsvorsitzender und seit 1992 Landtagsabgeordneter, über die Landeslisten ihrer Parteien gewählt.

## Mitglieder des Landtages Schleswig-Holstein
| Wahlperiode     | Direktmandat         | Partei         | Besonderheiten                                 |
| --------------- | -------------------- | -------------- | ---------------------------------------------- |
| 20. (seit 2022) | Lasse Petersdotter   | Grüne          |                                                |
| 19. (2017–2022) | Torsten Albig        | SPD            | Mandat nicht angenommen                        |
| 18. (2012–2017) | Karl-Rudolf Fischer  | SPD            | Am 12. Juni 2012 vorzeitig ausgeschieden       |
| 17. (2009–2012) | Karl-Rudolf Fischer  | SPD            |                                                |
| 16. (2005–2009) | Karl-Rudolf Fischer  | SPD            |                                                |
| 15. (2000–2005) | Karl-Rudolf Fischer  | SPD            |                                                |
| 14. (1996–2000) | Rolf Schroedter      | SPD            | Am 5. Mai 1997 vorzeitig ausgeschieden         |
| 13. (1992–1996) | Joachim Lohmann      | SPD            | Am 19. Mai 1993 vorzeitig ausgeschieden        |
| 12. (1988–1992) | Joachim Lohmann      | SPD            |                                                |
| 11. (1987–1988) | Joachim Lohmann      | SPD            |                                                |
| 10. (1983–1987) | Joachim Lohmann      | SPD            |                                                |
| 9. (1979–1983)  | Karl Heinz Luckhardt | SPD            | Am 31. Oktober 1980 vorzeitig ausgeschieden    |
| 8. (1975–1979)  | Karl Heinz Luckhardt | SPD            |                                                |
| 7. (1971–1975)  | Karl Heinz Luckhardt | SPD            |                                                |
| 6. (1967–1971)  | Alfred Prezewowsky   | SPD            |                                                |
| 5. (1962–1967)  | Walter Stams         | SPD            |                                                |
| 4. (1958–1962)  | Herbert Fuchs        | CDU            |                                                |
| 3. (1954–1958)  | Karl Ratz            | SPD            |                                                |
| 2. (1950–1954)  | Arthur Schwinkowski  | CDU            |                                                |
| 1. (1947–1950)  | 1. (1947–1950)       | 1. (1947–1950) | Wahlkreis existierte noch nicht in dieser Form |